# Regional biblioteksverksamhet
Regional biblioteksverksamhet ska i Sverige enligt Bibliotekslagen (SFS 2013:801) (lagen.nu) bedrivas av varje landsting och de kommuner som inte ingår i ett landsting. Den regionala biblioteksverksamheten har som syfte att främja samarbete, verksamhetsutveckling och kvalitet när det gäller de folkbibliotek som är verksamma i länet. Alla kommuner och landsting ska anta biblioteksplaner för sin verksamhet på biblioteksområdet. Tillsammans med Kungliga biblioteket har de regionala biblioteksverksamheterna och kommunerna ett uppdrag att följa upp biblioteksplaner. 
Regional biblioteksverksamhet, och läs- och litteraturfrämjande är också ett av sju verksamhetsområden inom kultursamverkansmodellen. Samtliga regioner utom Stockholm ingår i kultursamverkansmodellen.
Föreningen för regional biblioteksverksamhet (FRB) har som syfte att utifrån ett regionalt perspektiv främja biblioteksutvecklingen i Sverige.